# Klokjesdikpoot
De klokjesdikpoot (Melitta haemorrhoidalis) is een vliesvleugelig insect uit de familie Melittidae. De wetenschappelijke naam van de soort is voor het eerst geldig gepubliceerd in 1775 door Fabricius.